# Gymnomitrion
Gymnomitrion là một chi rêu trong họ Gymnomitriaceae.

## Loài
Gymnomitrion có 35 loài sau:
- Gymnomitrion adustum
- Gymnomitrion africanum
- Gymnomitrion alpinum
- Gymnomitrion asperulatum
- Gymnomitrion atrofilum
- Gymnomitrion bolivianum
- Gymnomitrion brevissimum
- Gymnomitrion commutatum
- Gymnomitrion concinnatum
- Gymnomitrion corallioides
- Gymnomitrion crenatilobum
- Gymnomitrion crenulatum
- Gymnomitrion crystallocaulon
- Gymnomitrion faurianum
- Gymnomitrion fissum
- Gymnomitrion incompletum
- Gymnomitrion laceratum
- Gymnomitrion miniatum
- Gymnomitrion minutulum
- Gymnomitrion moralesae
- Gymnomitrion mucronulatum
- Gymnomitrion mucrophorum
- Gymnomitrion nigrum
- Gymnomitrion noguchianum
- Gymnomitrion obtusilobum
- Gymnomitrion obtusum
- Gymnomitrion pacificum
- Gymnomitrion parvitextum
- Gymnomitrion revolutum
- Gymnomitrion rubidum
- Gymnomitrion setaceum
- Gymnomitrion sinense
- Gymnomitrion strictum
- Gymnomitrion subintegrum
- Gymnomitrion truncatoapiculatum
- Gymnomitrion verrucosum